# ミール鉱山
ミール鉱山（ミールこうざん、英語: Mir mine、ロシア語: Кимберлитовая трубка «Мир»）とは、ロシア連邦のサハ共和国ミールヌイに位置するダイヤモンド鉱山である。鉱山のあるミールヌイはシベリア地域に位置し、1月の気温がマイナス30℃程度にも落ち込むほどの冬は厳冬となる厳しい環境にあるにもかかわらず、ダイヤモンドの採鉱のために大規模な露天掘り採鉱が行われてきた。深さは525ｍ（1722フィート）に達し直径は1200m（3900フィート）にもなり、下降気流による吸い込まれ事故を防止するため上空をヘリコプター等で飛行することは禁じられている。南アフリカ共和国のキンバリーにあるダイヤモンド鉱山であるビッグホールに匹敵する、世界でも最大級の露天掘り鉱山であった。ミール鉱山は現在は地下での採鉱が行われており、世界でも有数のダイヤモンド鉱山でもある。

## 歴史
20世紀になりロシアではダイヤモンド鉱山の探鉱が盛んになり、1930年頃にソビエト連邦の地質学者であるウラジーミル・S・ソボレフによりシベリア地域にダイヤモンド鉱床が存在する可能性が提唱された。ダイヤモンドが存在する可能性を示すキンバーライトの発見に続き、いくつもの探鉱の失敗を経て第二次世界大戦後の1950年頃にはミールヌイでのダイヤモンド鉱床の探鉱が成功した。しかし、冬季にはシベリア特有の厳しい寒さにさらされる環境にあるために開発は困難の連続であった。あまりにも極端な低温となる冬にはタイヤが破損してしまった。寒さによる被害を防ぐために、夜間には寒さによる機械の凍結を阻止するために鉱山全体を覆っていた。

## 生産量
ミール鉱山でのダイヤモンドの採鉱は1957年に始まった。1960年頃には1000万カラット(1000kg)のダイヤモンドが1年間に産出された。その後は産出量が減少して、1年間に200万カラット(200kg)のダイヤモンドが産出されている。産出されたダイヤモンドの中で最も巨大なものは1980年12月23日に発見され、342.5カラット(68.5g)であった。これは「ソビエト連邦共産党第26回議会（英：26th Congress of the Communist Party of the Soviet Union、ロシア語：XXVI съезд КПСС）」と名付けられている。ロシアで発見されたダイヤモンドの中では、最も巨大なダイヤモンドであるとともに世界でも最も巨大なダイヤモンドの一つでもある。世界でも有数のダイヤモンドを産出する国家であるロシアにおいて、ロシア全域で産出されるダイヤモンドの99%をミール鉱山が産出しており、ミール鉱山のあるミールヌイはロシアの中でも鉱業の盛んな都市の一つでもある。
露天掘りによる採鉱は1957年から始まり、2001年まで続いた。現在では、鉱山地下での坑道においてダイヤモンド採鉱が続けられている。2017年8月4日にはミール鉱山の地下の坑道の一部分が水没する事故が発生しており、事故は行方不明者が出る惨事であった。